# Sancho Ramírez (conde)
Sancho Ramírez (antes de 1043-entre 1105 y noviembre de 1110), fue hijo natural del rey Ramiro I de Aragón y de Amuña de Barbenuta y nacido antes que el heredero de la corona del reino, su hermano homónimo, Sancho Ramírez.

## Esbozo biográfico
Aunque al no ser hijo legítimo no pudo reinar ya que su padre tuvo hijos con su esposa, desde muy temprano ostentó el título condal, fue un destacado miembro de la curia regia y le fue encomendado el gobierno de varias tenencias importantes y estratégicas. Su primera aparición en la documentación medieval fue en 1049 cuando confirmó una donación hecha por su padre al monasterio de San Victorián en el Sobrarbe. Aibar, que aparece gobernando en 1061 y en 1062, fue su primera tenencia. Después en junio de 1062 aparece al frente del gobierno de Sos. Entre enero de 1066 y mayo de 1093 figura como tenente de Benabarre y Fantova (probablemente hasta 1110), y después en Ribagorza (1083-1093),Monzón (febrero 1090); Arrieso (enero 1091),  y Javier (septiembre 1091 a diciembre de 1097), y otra vez en Aibar desde septiembre de 1091 hasta marzo de 1100.
Se deduce por el primer testamento de su padre de 1059 que Sancho Ramírez participó en la Reconquista cuando el rey lo incluyó como uno de los herederos de sus bienes si regresaba de «tierra de moros» y «recobrase su amor y el de su hermana»,  pero en caso de que no volviese, lo desheredaba. En el segundo testamento redactado en 1061, su padre le dejó como señoríos Aibar y Javierrelatre «con todas las villas que les pertenecen».  En 1092, ya con alrededor de cincuenta años, viajó en peregrinación a Jerusalén que en esas fechas estaba ocupada por los turcos selyúcidas. Hizo varias donaciones a centros religiosos, entre ellos, una iglesia en Lasieso, San Salvador de Javierrelatre, el monasterio de San Andrés de Fanlo y a la catedral de San Pedro de Jaca.

## Testamento, muerte y sepultura
Otorgó testamento, que se encuentra en la documentación de la catedral de Jaca, en mayo de 1105 y dejó la mayor parte de sus bienes a su hijo García, pero no se olvidó de sus hijas Talesa y Beatriz y les legó heredades que, según estipuló, cuando muriesen serían entregadas al hermano de estas, García o a los hijos legítimos que tuviese. También encomienda al rey Alfonso el Batallador, que no permitiese que su hijo enajenase los bienes. Falleció entre 1105 y el 24 de noviembre de 1110 cuando su esposa hace una donación en memoria de sus padres y de su esposo el conde Sancho. Ya en el año 1111 su hijo García se encontraba al frente de las heredades que le había dejado su padre.
El conde Sancho anteriormente se había entregado «al servicio de Dios y de aquella iglesia [la Catedral de Jaca], prometiendo fidelidad al obispo don Pedro a quien llamaba su maestro» y había dispuesto que fuese sepultado ahí.
Sus restos mortales yacen en «una tumba cubierta con losa sin epitafio» en una capilla que había mandado construir en la catedral al lado de la del Pilar. Se publicó en 1886 una memoria sepulcral, sin indicar la fuente, que se refiere a la capilla mencionada por el conde Sancho en su testamento, que reza:

ORA PRO ANIMA SANCII COMITIS QUI FECIT HANC ECCLESIAM, ET COADIUTORIS EIUS SANCII PECCATORIS. DEDICATA EST ECCLESIA A STEPHANO EPISCOPO IN HONOREM SANCTI NICHOLAI, ET SANCTI AUGUSTINI, ET SANCTI MARCIALIS PRIDIE IDUS DECEMBRIS

## Matrimonio y descendencia
Contrajo matrimonio con Beatriz, cuyo patronímico no se registra en la documentación. Juntos aparecen en 1100 en el cartulario de Uncastillo cuando confirmaron una venta que había hecho su hijo Pedro a «don Juan». Beatriz ya aparece viuda  diez años más tarde, en noviembre de 1110, cuando donó al monasterio de San Vicente de Roda una almunia además de sal de las salinas que le había donado el rey Sancho, su cuñado. Los hijos nacidos de su matrimonio con Beatriz fueron:
- García Sánchez, señor de Aibar o Aybar, Atarés y Javierrelatre, casado con Teresa Cajal, hermana de Fortún Garcés Cajal, ambos padres de Pedro de Atarés, quien fue uno de los pretendientes a la corona de Aragón a la muerte del rey Alfonso el Batallador. En un privilegio otorgado por Alfonso en 1111, García confirma como señor de Atares y Javierrelatre y se declara hijo del conde Sancho Ramírez;[e][16][9]
- Pedro Sánchez (m. antes de 1100), sin sucesión:[11][13]
- Talesa de Aragón, vizcondesa, esposa de Gastón IV, vizconde de Bearne;[9][12]
- Beatriz Sánchez.[9]